# Jevan Snead
Jevan Bryce Snead (født 2. september 1987 i San Angelo, Texas, død 21. september 2019 i Austin, Texas) var en amerikansk footballspiller (quarterback. Han prøvetrænede med Tampa Bay Buccaneers i 2010, men nåede aldrig at spille nogen kampe i den amerikanske NFL-liga.